# Ingeniería de requisitos

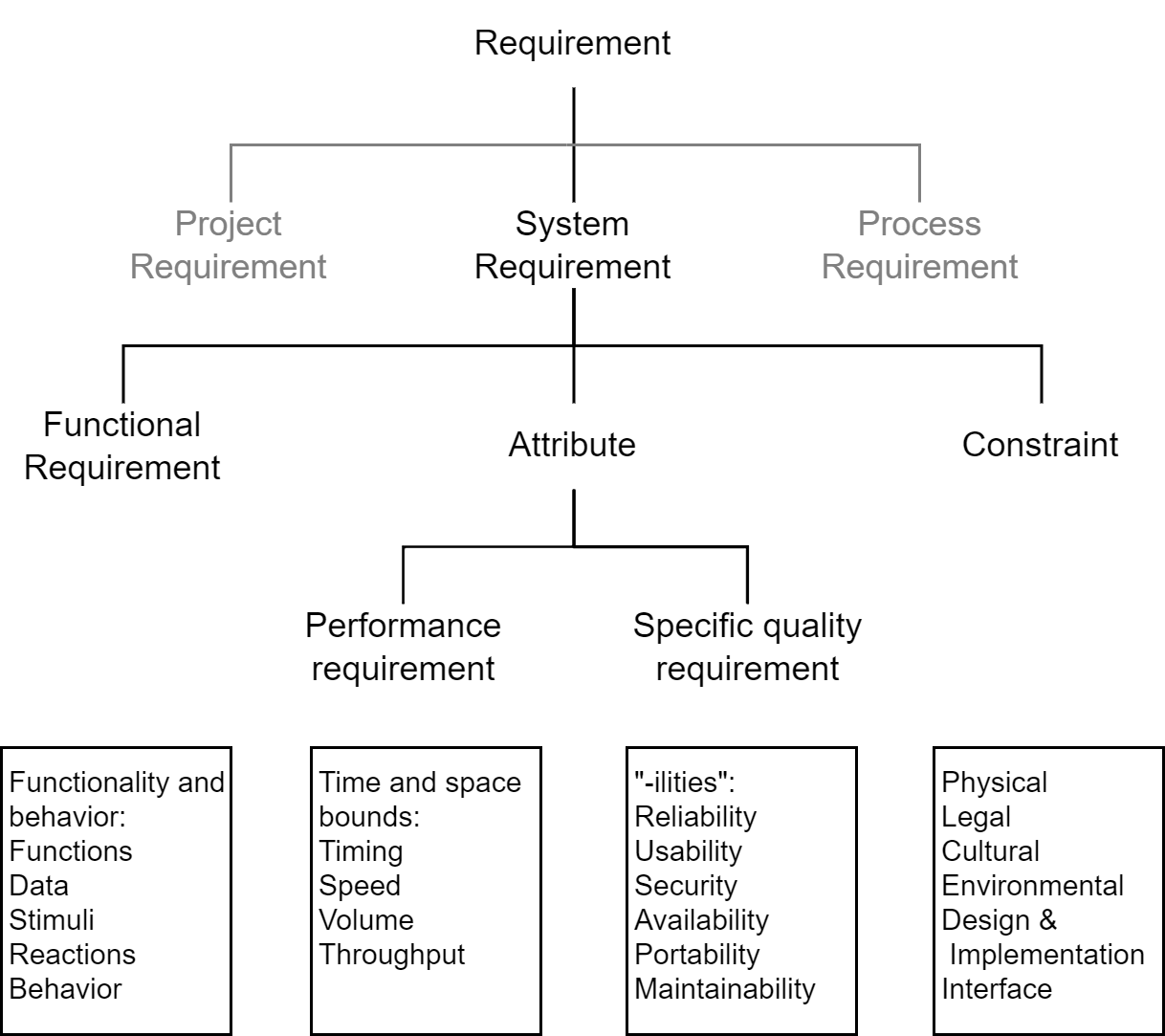
La imagen muestra una taxonomía de requisitos simplificada

La ingeniería de requisitos o ingeniería de requerimientos, en el ámbito de la ingeniería de sistemas y de la ingeniería de software, comprende todas las tareas relacionadas con la determinación de las necesidades o de las condiciones a satisfacer para un software nuevo o modificado, tomando en cuenta los diversos requisitos de las partes interesadas, que pueden entrar en conflicto entre ellos. Sin embargo la ingeniería de requerimientos también es contemplada en otras disciplinas, estando fuertemente vinculada con la administración de proyectos. 
Muchas veces se habla de requerimientos en vez de requisitos; esto se debe a una mala traducción del inglés. La palabra requirement debe ser traducida como requisito, mientras que requerimiento se traduce al inglés como request.
El propósito de la ingeniería de requisitos es hacer que los mismos alcancen un estado óptimo antes de alcanzar la fase de diseño en el proyecto. Los buenos requisitos deben ser medibles, comprobables, sin ambigüedades o contradicciones, etc.